# Narcís Sánchez i Coll
Narcís Sánchez i Coll   (10 de maig de 1964) és un pilot de trial català que destacà en competicions estatals entre les dècades del 1990 i el 2010. Tot i que ha competit en diverses categories, els seus principals èxits s'han produït en categories de "veterans" i, especialment, en competicions de motocicletes clàssiques. Ha estat campió d'Espanya en categoria Veterans A (1996) i Sènior C (1997), a més de guanyar dues vegades la Copa d'Espanya de trial clàssiques (2009 i 2012).
Resident a Mollet del Vallès, Sánchez ha competit durant anys, tant en trial com en motocròs, amb el suport del Club Moto Mollet i l'Escuderia Isern.